# Powiat świdwiński
Powiat świdwiński är ett distrikt (powiat) i nordvästra Polen, tillhörande Västpommerns vojvodskap. Huvudort är staden Świdwin. Distriktet har en sammanlagd befolkning på 48 145 invånare (år 2015).

## Administrativ kommunindelning
Distriktet indelas i sex kommuner, varav en är stadskommun, en är stads- och landskommun och fyra är landskommuner (se Polens kommuner). Huvudorten Świdwin är en självständig stadskommun och den omgivande landskommunen med samma namn administreras därför som en separat kommun. Staden Połczyn-Zdrój är däremot administrativt sammanslagen med den omgivande landsbygden.

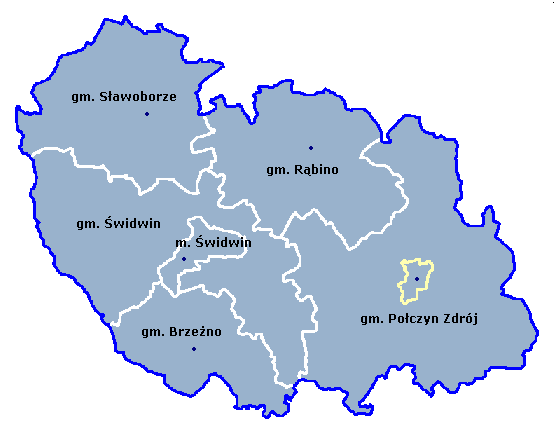
Kommunindelning. Kommungränser i vitt, stadsgränser i gult.

### Stadskommuner
- Staden Świdwin

### Stads- och landskommuner
- Połczyn-Zdrój

### Landskommuner
Följande kommuner saknar städer:
- Brzeżno
- Rąbino
- Sławoborze
- Gmina Świdwin, Świdwins landskommun.